# Пичментау
Пичментау́ (тат. Печмәнтау) — деревня в Арском районе Республики Татарстан, в составе Ташкичинского сельского поселения.

## Этимология названия
Топоним произошёл от марийского слова «пĕсмäн» (межа) и оронимического термина «тау» (гора).

## География
Деревня находится на реке Ашит, в 36 км к северо-западу от районного центра, города Арска.

## История
Деревня основана не позднее 1646 года. В дореволюционных источниках упоминается также под названием Старая Сердобряжка. Современное название закрепилось в 1920-х годах.
В XVIII – первой половине XIX века жители относились к сословию государственных крестьян. Основные занятия жителей в этот период – земледелие и скотоводство, были распространены рогожный и шапочный промыслы, извоз.
В «Списке населенных мест по сведениям 1859 года», изданном в 1866 году, населённый пункт упомянут как казённая деревня Письментова (Старая Сердобрашка) 2-го стана Казанского уезда Казанской губернии. Располагалась при безымянном ключе, на большом торговом тракте из Казани в Уржум, в 72 верстах от губернского города Казани и в 30 верстах от становой квартиры в заштатном городе Арске. В деревне в 60 дворах жили 438 человек (211 мужчин и 227 женщин). Была мечеть.
В начале XX века в деревне функционировали мечеть, водяная мельница, мелочная лавка. В этот период земельный надел сельской общины составлял 770,5 десятины.
В 1931 году в деревне организован колхоз «Амур».
До 1920 года деревня входила в Мамсинскую волость Казанского уезда Казанской губернии. С 1920 года в Арском кантоне ТАССР. С 10 августа 1930 года в Тукаевском, с 10 февраля 1935 года в Кзыл-Юлском (с 18 июля 1956 года — Тукаевский), с 1 февраля 1963 года в Арском районах.

## Население
| 1859 | 1897 | 1908 | 1920 | 1926 | 1938 | 1949 | 1958 | 1970 | 1979 | 1989 | 2002 | 2010 | 2015 |
| ---- | ---- | ---- | ---- | ---- | ---- | ---- | ---- | ---- | ---- | ---- | ---- | ---- | ---- |
| 438  | 516  | 594  | 504  | 545  | 429  | 303  | 254  | 265  | 226  | 171  | 165  | 161  | 148  |

Национальный состав деревни: татары.

## Экономика
Жители работают преимущественно в ООО «Ашит», занимаются овцеводством.

## Объекты образования
В деревне действует начальная школа.

## Религиозные объекты
Мечеть «Ханиф» (с 2006 года).